# Brunellia stuebelii
Brunellia stuebelii är en tvåhjärtbladig växtart som beskrevs av Georg Hans Emmo Emo Wolfgang Hieronymus. Brunellia stuebelii ingår i släktet Brunellia och familjen Brunelliaceae. Inga underarter finns listade i Catalogue of Life.